# WinSCP
WinSCP – graficzny klient SFTP dla systemu MS Windows korzystający z SSH. Obsługiwany jest również protokół SCP oraz FTP. Program służy przede wszystkim do bezpiecznego przesyłania plików pomiędzy lokalnym a zdalnym komputerem. Poza tym, WinSCP oferuje podstawowe funkcje menedżera plików oraz synchronizacji plików. Zawiera również polską wersję językową.

## Możliwości programu
- Graficzny interfejs użytkownika
- Kilka wersji językowych
- Integracja z systemem Windows (przeciągnij i upuść, URL, ikony skrótów)
- Wszystkie typowe operacje na plikach
- Obsługa protokołów SFTP, SCP i FTP
- Skrypty wsadowe, interfejs wiersza poleceń, asembler .NET
- Synchronizacja katalogów na kilka automatycznych i częściowo zautomatyzowanych sposobów
- Wbudowany edytor tekstu oraz wsparcie dla zewnętrznych edytorów tekstu
- Wsparcie dla haseł SSH, keyboard-interactive, public key i Kerberos (GSS)
- Integracja z Pageant (PuTTY Agent) dla pełnego wsparcia public key authentication (klucza publicznego)
- Do wyboru interfejs wzorowany na Eksploratorze Windows lub Norton Commanderze
- Opcjonalny zapis ustawień sesji
- Opcjonalnie obsługuje pracę bez instalacji używając pliku konfiguracyjnego zamiast wpisów rejestru, nadaje się do pracy z nośników wymiennych

## Operacje na plikach
WinSCP umożliwia wszystkie podstawowe operacje na plikach. Najważniejszymi są pobranie pliku ze zdalnego komputera oraz wysłanie go tamże. Ponadto pozwala na zmianę nazw plików i folderów, tworzenie nowych folderów, zmienianie ich właściwości oraz tworzenie linków symbolicznych i skrótów.
Jeden z dwóch interfejsów graficznych pozwala nawet na modyfikowanie plików.

## Połączenie ze zdalnym komputerem
Z pomocą WinSCP można połączyć się z serwerem SSH (Secure Shell) za pomocą protokołu SFTP (SSH File Transfer Protocol) lub SCP (Secure Copy Protocol), przede wszystkim do maszyn z systemami Unix. SFTP jest standardową częścią pakietu SSH-2. SCP jest standardową częścią pakietu SSH-1. Oba protokoły mogą również działać na późniejszej wersji SSH. WinSCP obsługuje SSH-1 i SSH-2. Program obsługuje również protokół FTP.

## Interfejs programu
Można wybrać i skonfigurować jeden z dwóch interfejsów programu. Podczas instalacji można wybrać preferowany interfejs użytkownika: Interfejs typu Eksplorator, jako interfejs bardziej znajomy dla użytkownika Windows lub interfejs koncepcji Norton Commandera, wykorzystywanej przez wiele obecnych menedżerów plików (Total Commander, FAR, Altap Salamander). Interfejs typu Norton Commandera skupia się przede wszystkim na łatwej obsłudze za pomocą klawiatury. Można używać go bez myszy.